# Paranemobius
Paranemobius is een geslacht van rechtvleugeligen uit de familie krekels (Gryllidae). De wetenschappelijke naam van dit geslacht is voor het eerst geldig gepubliceerd in 1877 door Saussure.

## Soorten
Het geslacht Paranemobius omvat de volgende soorten:
- Paranemobius pictus Saussure, 1877
- Paranemobius vicinus Chopard, 1928